# Virgil Misidjan
Virgil Roy Misidjan, becenevén Vura (Goirle, 1993. július 24. –) suriname-i válogatott labdarúgó, a NEC Nijmegen szélsője. Hollandiában született, a suriname-i válogatottban játszik.

## Pályafutása
Goirle-ben született afro-szurinami szülők gyermekeként. Misidjan futballpályafutását a Willem II- nél kezdte.
2012 elején Misidjan visszatért a Willem II-be, amivel feljutottak az Eredivisie-be, a szezont 14 meccsen 6 góllal fejezte be. 2012. január 29-én, a Den Bosch elleni idegenbeli 1–0-s vereség alkalmával mutatkozott be az első csapatban, csereként lépett pályára.

### Ludogorec Razgrad

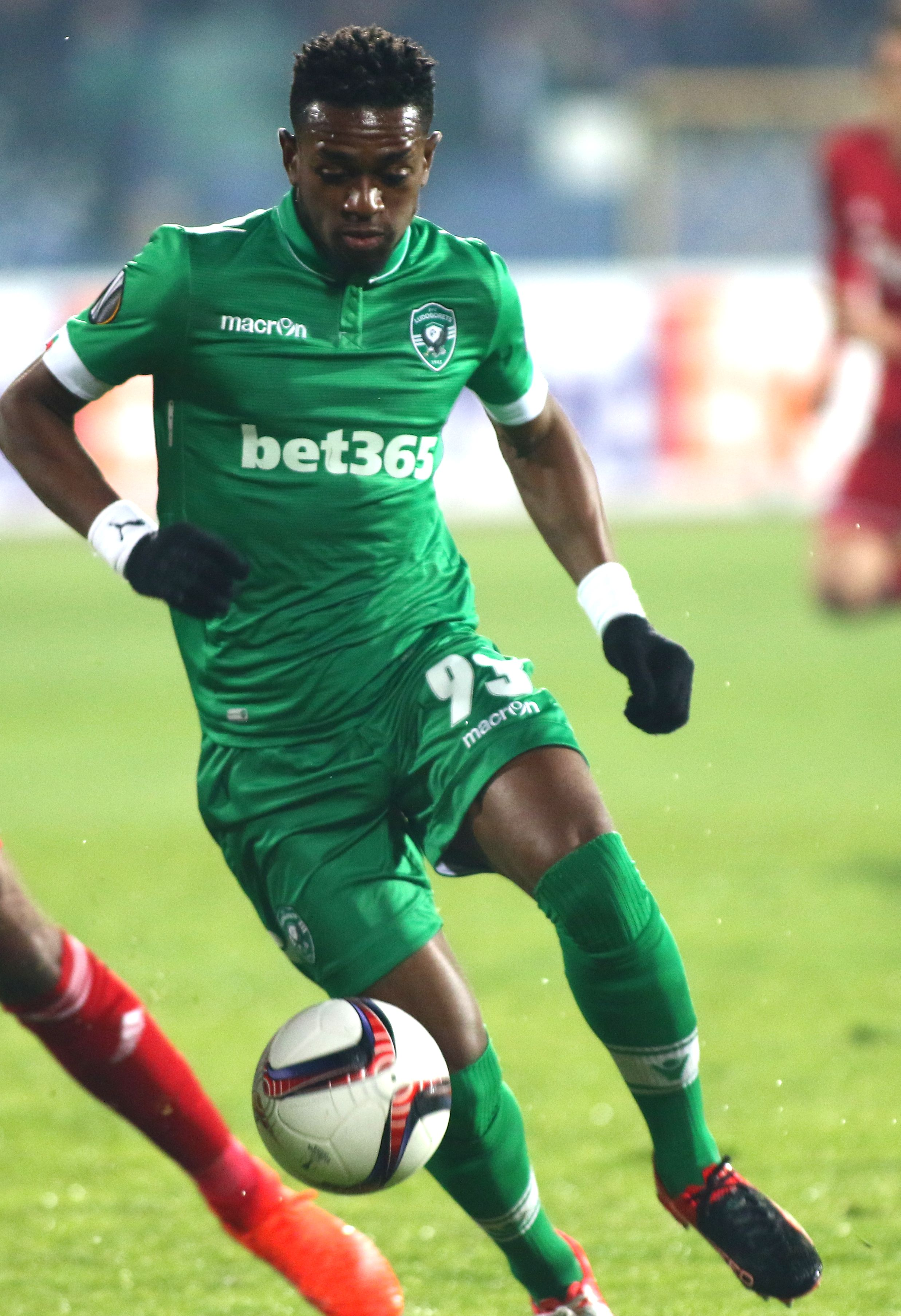
A bolgár Ludogorec színeiben

2013. augusztus 16-án Misidjan a bolgár Ludogorets Razgradhoz igazolt 700 000 euróért. A 93-as mezt kapta. Másnap debütált a Lokomotiv Plovdiv elleni idegenbeli 1–0-ra végződő meccsen, a második félidőben csereként lépett pályára. A 2013–2014-es UEFA Európa Liga csoportkörében Misidjan kettőször is gólt szerzett a PSV Eindhoven ellen. A 2016–2017-es UEFA Bajnokok Ligája rájátszásában kettő gólt szerzett a Viktoria Plzeň ellen, ezzel a csoportkörbe segítette a Ludogoretset. 2016. december 6-án megszerezte első gólját a Bajnokok Ligájában , amivel csapata 1–0-ra vezetett a Paris Saint-Germain elleni idegenbeli mérkőzésen, ami végül 2–2-re végződött.
2017. október 21-én 2020. június 30-ig meghosszabbította szerződését.
2018. augusztus 31-én, a 2018-as nyári átigazolási időszak utolsó napján Misidjan az FC Nürnberghez igazolt.
2021 januárjában visszatért Hollandiába, és hat hónapos szerződést írt alá a Zwolle csapatával.
2021 júniusában kétéves szerződést írt alá a Twentéhez.

### Et-Tájí
2023. július 15-én Misidjannak lejárt a szerződése a Twenténél, és nem hosszabbítottak vele ezért csatlakozott Et-Tájí-hoz

### Ferencváros
2024. augusztus 18-án Misidjan csatlakozott a Ferencvároshoz. 2025. június 12-én a magyar bajnok hivatalos oldalán jelentette be, hogy távozik a klubtól. A holland szélső 7 mérkőzésen lépett pályára: 3 bajnoki, 1 UEL-főtábla, 2 UEL-selejtező, 1 MK összecsapáson.

### NEC Nijmegen
Már a távozását bejelentő napon hivatalossá vált, hogy visszatér Hollandiába és NEC Nijmegen csapatánál folytatja pályafutását. A felek 1+1 éves szerződést kötöttek.

## A válogatottban
Misidjan 2013-ban kapott behívást a holland U20-as válogatottba, és 2013. március 22-én Szerbia U21-es csapatával játszott barátságos mérkőzésen debütált, Guus Hupperts helyére a félidőben érkezett.
2014-ben Misidjan visszautasította, hogy a Suriname csapatában játsszon. 2017 decemberében a Ludogorets korábbi menedzsere, Georgi Dermendzsiev utalt rá, hogy Vura 2018 augusztusa után akár a Bolgár válogatottban is játszhat.
2024-ben újra behívót kapott, hogy csatlakozzon a surinami nemzeti csapathoz, és ezúttal elfogadta.

## Magánélete
Misidjan felfüggesztett 58 napos börtönbüntetést kapott, és 240 óra közmunkára kötelezték, miután elítélték testi sértésért a 2018 januárjában Roosendaal-ban történt, egy 68 éves férfival folytatott parkolós veszekedés miatt.
A Dinamo Kijev középpályása, Justin Lonwijk egy 2017-es interjúban megemlítette, hogy Misidjan unokatestvére.

## Statisztika

### Klubcsapatokban
2025. augusztus 9-én frissítve.
| Csapat            | Idény   | Liga             | Liga  | Liga | Kupa  | Kupa | Nemzetközi | Nemzetközi | Egyéb | Egyéb | Összesen | Összesen |
| Csapat            | Idény   | Bajnokság        | Mérk. | Gól  | Mérk. | Gól  | Mérk.      | Gól        | Mérk. | Gól   | Mérk.    | Gól      |
| ----------------- | ------- | ---------------- | ----- | ---- | ----- | ---- | ---------- | ---------- | ----- | ----- | -------- | -------- |
| Willem II         | 2011–12 | Eerste Divisie   | 18    | 6    | 0     | 0    | —          | —          | —     | —     | 18       | 6        |
| Willem II         | 2012–13 | Eredivisie       | 34    | 4    | 1     | 0    | —          | —          | —     | —     | 35       | 4        |
| Willem II         | 2013–14 | Eerste Divisie   | 2     | 0    | —     | —    | —          | —          | —     | —     | 2        | 0        |
| Willem II         | Összes  | Összes           | 54    | 10   | 1     | 0    | —          | —          | —     | —     | 55       | 10       |
| Ludogorec Razgrad | 2013–14 | A Group          | 28    | 9    | 5     | 1    | 11         | 2          | —     | —     | 44       | 12       |
| Ludogorec Razgrad | 2014–15 | A Group          | 28    | 10   | 6     | 1    | 11         | 0          | 1     | 1     | 46       | 12       |
| Ludogorec Razgrad | 2015–16 | A Group          | 17    | 2    | 0     | 0    | 2          | 0          | 1     | 0     | 20       | 2        |
| Ludogorec Razgrad | 2016–17 | First League     | 27    | 1    | 6     | 4    | 11         | 3          | 0     | 0     | 44       | 8        |
| Ludogorec Razgrad | 2017–18 | First League     | 26    | 12   | 2     | 0    | 10         | 1          | 1     | 0     | 39       | 13       |
| Ludogorec Razgrad | 2018–19 | First League     | 6     | 1    | —     | —    | 6          | 1          | 1     | 0     | 13       | 2        |
| Ludogorec Razgrad | Összes  | Összes           | 132   | 35   | 19    | 6    | 51         | 7          | 4     | 1     | 206      | 49       |
| Nürnberg          | 2018–19 | Bundesliga       | 23    | 1    | 2     | 0    | —          | —          | —     | —     | 25       | 1        |
| Nürnberg          | 2019–20 | 2. Bundesliga    | 3     | 0    | —     | —    | —          | —          | —     | —     | 3        | 0        |
| Nürnberg          | Összes  | Összes           | 26    | 1    | 2     | 0    | —          | —          | —     | —     | 28       | 1        |
| Zwolle            | 2020–21 | Eredivisie       | 15    | 4    | —     | —    | —          | —          | —     | —     | 15       | 4        |
| Twente            | 2021–22 | Eredivisie       | 27    | 3    | 3     | 0    | —          | —          | —     | —     | 30       | 3        |
| Twente            | 2022–23 | Eredivisie       | 35    | 9    | 2     | 1    | 4          | 0          | —     | —     | 41       | 10       |
| Twente            | Összes  | Összes           | 62    | 12   | 5     | 1    | 4          | 0          | 0     | 0     | 71       | 13       |
| Et-Tájí           | 2023–24 | Saudi Pro League | 29    | 4    | 0     | 0    | —          | —          | —     | —     | 29       | 4        |
| Ferencváros       | 2024–25 | NBI              | 3     | 0    | 1     | 0    | 3          | 0          | —     | —     | 7        | 0        |
| NEC Nijmegen      | 2025–26 | Eredivisie       | 1     | 0    | —     | —    | —          | —          | —     | —     | 1        | 0        |
| Összes            | Összes  | Összes           | 322   | 66   | 28    | 7    | 58         | 7          | 4     | 1     | 412      | 81       |

### A válogatottban
2024. december 18-i állapot szerint.
| Suriname | Suriname | Suriname |
| Év       | Mérk.    | Gólok    |
| -------- | -------- | -------- |
| 2024     | 9        | 2        |
| Összesen | 9        | 2        |

#### Góljai a suriname-i válogatottban
2024. december 18-i állapot szerint.
 megjegyzés Az eredmények a suriname-i válogatott szemszögéből értendők.
| #  | Dátum               | Ellenfél       | Eredmény | Kiírás                              | Esemény |
| -- | ------------------- | -------------- | -------- | ----------------------------------- | ------- |
| 1. | 2024. szeptember 5. | Francia Guyana | 3 – 1    | CONCACAF Nemzetek ligája csoportkör | 83'     |
| 2. | 2024. október 15.   | Francia Guyana | 5 – 1    | CONCACAF Nemzetek ligája csoportkör | 33' 70' |

## Sikerei, díjai

### Klubcsapatokkal
RKC Waalwijk
- Eerste Divisie (1): 2010–11

Ludogorec Razgrad
- Bolgár bajnok (5): 2013–14; 2014–15, 2015–16, 2016–17, 2017–18
- Bolgár kupagyőztes: 2013–14
- Bolgár szuperkupa-győztes: 2014, 2018

Ferencváros
- Magyar bajnok (1): 2024–25[19]
- Magyar kupa ezüstérmes (1): 2025[20]

### Egyéni
- Eredivisie A hónap csapata: 2022 október[21]

## Fordítás
Ez a szócikk részben vagy egészben  a   Virgil Misidjan című angol Wikipédia-szócikk ezen változatának fordításán alapul.  Az eredeti cikk szerkesztőit annak laptörténete sorolja fel. Ez a jelzés csupán a megfogalmazás eredetét és a szerzői jogokat jelzi, nem szolgál a cikkben szereplő információk forrásmegjelöléseként.

#### Közösségi platformok
- Virgil Misidjan az Instagramon

#### Egyéb weboldalak
- Virgil Misidjan adatlapja a Transfermarkt oldalán (angolul)
- Virgil Misidjan adatlapja a Soccerway oldalon (angolul)
- Virgil Misidjan adatlapja a National Football Teams oldalán (angolul)
- Virgil Misidjan adatlapja az MLSZ oldalán (magyarul)
- Virgil Misidjan adatlapja a HLSZ oldalán (magyarul)